# Atures (khu tự quản)
Atures là một khu tự quản thuộc bang Amazonas, Venezuela. Thủ phủ của khu tự quản Atures đóng tại Puerto Ayacucho. Khự tự quản Atures có diện tích 7302 km2, dân số theo điều tra dân số ngày 21 tháng 10 năm 2001 là 62838 người.